# Czerwone i złote
Czerwone i złote – polska komedia z 1969 roku w reżyserii Stanisława Lenartowicza. Zdjęcia kręcono w Zdunach, Siechnicach i w okolicach Wrocławia.

## Fabuła
Barbara Kaczmarkowa od lat czeka na powrót swojego męża z wojny. Nagle do miasteczka przybywa mężczyzna podający się za Ignaca. Ona go przygarnia do siebie i uznaje za swego. Powoli zyskuje sympatię wszystkich mieszkańców. Tylko ksiądz proboszcz i sierżant MO nie są przekonani.

## Premiera
Premiera filmu odbyła się 19 września 1969 roku w podwójnym pokazie z reportażem Singapur – miasto lwów WFD z 1968 roku.

## Obsada aktorska
- Jadwiga Chojnacka – Barbara Kaczmarkowa
- Zdzisław Karczewski – Zenon Kaługa vel Ignac Kaczmarek
- Wiesława Niemyska(inne języki) – Bożenka, siostrzenica Kaczmarkowej
- Jerzy Block – Szłapa
- Aleksander Dzwonkowski – ksiądz Antoni
- Wiktor Grotowicz – Banasik
- Marian Jastrzębski – Lewandowski
- Janusz Kłosiński – fryzjer Mizgalski
- Zdzisław Maklakiewicz – sierżant Franciszek Knaps
- Stanisław Milski – kościelny Zapieralski
- Zdzisław Mrożewski – Jan Nepomucen Pożarski, pensjonariusz Domu dla Dorosłych w Lesznie
- Marian Wojtczak – Siekierka
- Jerzy Moes – syn kościelnego

## Nagrody i nominacje
Lubuskie Lato Filmowe w Łagowie 1970:
- Nagroda za najlepszą muzykę – Wojciech Kilar
- Nagroda dla najlepszego aktora drugoplanowego – Zdzisław Maklakiewicz

MFF w Valladolid 1971:
- Nagroda Związku Hiszpańskich Pisarzy Filmowych